# حسن راشد
حسن راشد (بالإنجليزية: Hassn Rashed) ممثل مصري اشتهر بأدوار الطبيب، أو الإنسان الملتزم، وبرغم تعدد أدواره البالغ عددها 11، كان ضمنها 4 أفلام مع علي الكسار هي «خفير الدرك» ، «سلفني 3 جنيه»، و«عثمان وعلي»، و«الساعة 7»، توفي في منتصف الثمانينيات.

## قائمة أعماله
فيلم «شالوم الترجمان» للمخرج توجو مزراحي عام 1935
فيلم «المعلم بحبح» للمخرج شكري ماضي عام 1935
فيلم «الدكتور فرحات» للمحرج توجو مزراحي عام 1935
فيلم «خفير الدرك» للمخرج توجو مزراحي عام 1936
فيلم «الابيض والاسود» للمخرج الفيز اورفانيللي عام 1936
فيلم «أبو ظريفة» للمخرج الفيز اورفانيللي عام 1936
فيلم «الساعة 7» للمخرج توجو مزراحي عام 1937
فيلم «عثمان وعلي» للمخرج توجو مزراحي عام  1938
فيلم «سلفني 3 جنيه» للمخرج توجو مزراحي عام  1939
فيلم «الفرسان الثلاثة» للمخرج توجو مزراحي عام  1941
فيلم «سلوى» للمخرج عبد العليم خطاب عام 1946

## وصلات خارجية
- حسن راشد على موقع IMDb (الإنجليزية)
- حسن راشد على موقع قاعدة بيانات الأفلام العربية
- حسن راشد على الدهليز
- حسن راشد على كاروهات